# Sambellín
Sambellín es una localidad oficialmente deshabitada del municipio de Anaya de Alba, en la comarca de Tierra de Alba, provincia de Salamanca, España. 

## Toponimia
Su nombre deriva de San Velid, denominación con la que venía registrado en el siglo XIII, que había derivado a San Vellid en el siglo XV, para desembocar en el Sambellín actual.

## Historia
La fundación de Sambellín se remonta a la Edad Media, obedeciendo a las repoblaciones efectuadas por los reyes leoneses en la Alta Edad Media, que lo ubicaron en el cuarto de Cantalberque de la jurisdicción de Alba de Tormes, dentro del Reino de León, denominándose en el siglo XIII San Velid.
Con la creación de las actuales provincias en 1833, Sambellín, considerado ya una alquería perteneciente a Anaya de Alba, quedó encuadrado en la provincia de Salamanca, dentro de la Región Leonesa.

## Demografía
Sambellín se encuentra actualmente despoblado.
| Gráfica de evolución demográfica de Sambellín entre 2000 y 2017                          |
|                                                                                          |
| Fuente: Instituto Nacional de Estadística de España - Elaboración gráfica por Wikipedia. |